# Гасьоровски, Ярек
Я́рек Гасьоро́вски Эрна́ндис (исп. Yarek Gasiorowski Hernandis; пол. Jarek Gąsiorowski; род. 12 января 2005, Полиния-де-Хукар) — испанский футболист, центральный защитник нидерландского клуба ПСВ.

## Клубная карьера
Уроженец Полинии-де-Хукар (провинция Валенсия), Гасьоровски выступал за футбольную академию клуба «Валенсия» с 2012 года. В августе 2022 года подписал с клубом профессиональным контракт. В основном составе «Валенсии» дебютировал 7 октября 2023 года в матче Ла Лиги против «Мальорки».
10 июля 2025 года перешёл в нидерландский ПСВ, подписав пятилетний контракт до середины 2030 года.

## Карьера в сборной
Имея двойное гражданство (Испании и Польши), в 2022 году получил приглашение как в сборную Испании, так и в сборную Польши (до 17 лет). В итоге выбрал сборную Испании, в том числе из-за незнания польского языка.
Выступал за сборные Испании до 17, до 19 и до 20 лет.

## Личная жизнь
Родился в Испании в семье поляка и испанки. Его мама выбрала для него польское имя Ярек (пол. Jarek) и, чтобы сохранить польское произношение вместо испанского (Харек), заменила первую букву в имени с J на Y.

## Достижения
ПСВ
- Обладатель Суперкубка Нидерландов: 2025

Сборная Испании (до 19 лет)
- Победитель чемпионата Европы (до 19 лет): 2024